# Sinčićův palác
Sinčićův palác (chorvatsky Palača Sinčić) stojí v chorvatském městě Poreč. Nachází se na adrese Decumanus 9. Budova je kulturní památka. Je evidována v katalogu chorvatských kulturních památek pod číslem Z-2436. Dnes v ní sídlí regionální muzeum (chorvatsky Zavičajni muzej Poreštine).
Barokní palác byl vybudován v první polovině 18. století pro potřeby bohatého kupce Atonia Sinchiche. Výstavbu nákladné stavby financoval z prostředků, které získal sňatkem. Jednalo se o nejreprezentativnější budovu v tomto stylu ve městě ve své době; značně se odlišuje rozměry od řady okolních budov. Nápadný byl velký prostor v přízemí hned při vstupu, doplňovaly jej čtyři dalších menší místnosti. Další patra mají obdobné vnitřní uspořádání. Budova měla ve své době bohatě zdobené průčelí s balkony. 
Ve vlastnictví rodu Sinchichů byla až do druhé světové války, poté tento italský[zdroj?] rod opustil Istrii a stavbu získal jugoslávský stát. Muzeum zde bylo zřízeno v roce 1952. Jeho součástí je také lapidárium, v nádvoří jsou umístěny artefakty, které byly poškozeny při bombardování za druhé světové války. V 21. století byla budova kompletně obnovena. 